# Asiatisk Kompagni
Det Kongelige Octroyerede Danske Asiatiske Kompagni eller blot Asiatisk Kompagni var det største af den danske merkantilismes store handelskompagnier. Det blev stiftet i 1730 med kongelig oktroj fra 1732 til afløsning for det Ostindiske Kompagni og fik 40 års monopol på dansk handel øst for Kap Det Gode Håb. Det fik ansvaret for handel med og forvaltninge af kolonien i Trankebar og med Trankebar som udgangspunkt oprettedes i 1750-erne en række "loger" andre steder i Indien. I Bengalen oprettedes således Frederiksnagore (eller: Serampore), og på Malabarkysten Calicut og College (nu Kolachal og tidl. Colachel). I 1777 overtog staten (Det kgl. ostindiske guvernement) territorierne og andre aktiver i Ostindien. Handelen på området var da allerede givet fri. Asiatisk Kompagni fortsatte i den "florissante" periode som handelskompagni med handelen på Kina. Det havde efter 1772 eneretten på handel hermed. Kompagniet havde meget store omkostninger til Frederik 5.s rytterstatue (af Saly) på Amalienborg Slotsplads. Kompagniet led kraftigt under Englandskrigene 1807-1814 og blev afviklet over en længere periode og endeligt likvideret 1843-1845.
Det havde hovedsæde på Strandgade på Christianshavn i en bygning opført af Philip de Lange. Bygningen anvendes i dag af Udenrigsministeriet, og kendes i daglig tale om navnet "Philip De Langes Palæ". Bygningens fortid som hovedkvarter for Asiatisk Kompagni afspejler sig ved, at både den og ministeriet har adresse på Asiatisk Plads i København.

## Historie
Asiatisk kompagni fik sine kongelige privilegier ved oktroj af 12. april 1732 og udviklede sig til et foretagende af stor betydning for Danmarks handel og økonomi. Aktiekapitalen var oprindeligt blot 100.000 rigsdaler fordelte på 400 aktier à 250 rigsdaler. Kongen selv tegnede sig for 19 aktier. Denne grundkapital var dog alene beregnet på at indløse Tranquebar. Til ekspeditionernes udrustning og andre udgifter måtte aktionærerne gøre tilskud for hver gang i forhold til antallet af deres aktier, for 6 skibe i 1746 således ca. 4½ mio. rigsdaler. Eksport var der kun lidt af, og udrustningen var kostbar, besætningerne bestod således af 100—150 mand, og ikke få skibe gik tabt. Men foretagenderne var alligevel som regel meget gevinstgivende. De hjemførte varer solgtes ved auktioner. 1734—45 indbragte disse 9,16 mio. rigsdaler; af varerne udførtes atter af landet for 6,43 mio. rigsdaler. I Christian 6.s regeringsår tjente aktionærerne med en kapital til udrustning med videre på ca. 6,5 mio. rigsdaler et udbytte af ca. 2,7 mio. rigsdaler.
Under Frederik V gik denne handel yderligere frem, thi mens der 1732—1745 blev afsendt 15 skibe til Ostindien og 17 til Kina, steg disse tal for årene 1746—1765 til henholdsvis 27 og 38. Auktionernes salgssum var i denne periode ca. 24,15 mio. rigsdaler, hvoraf 19,8 mio. atter blev eksporteret, og i disse tal er ikke medregnet udbyttet af det gods, besætningerne havde ret til at medbringe hjem for egen regning. Aktierne gav i disse år gennemsnitlig ca. 20 %, og enkelte ekspeditioner indbragte op til 50 %. I den følgende tid aftog kompagniets virksomhed, og da dets oktroj udløb 1772, blev handelen på Ostindien givet fri mod ret for kompagniet til i 20 år at oppebære en afgift af privat udsendte fartøjer; af sådanne udgik de første 1775.
Sine ostindiske territorier, Tranquebar og Frederiksnagore (Serampur), afstod kompagniet i 1777 til den danske stat og indskrænkede sig her efter til at drive en ganske lønnende import af te på grundlag af sin eneret til handelen på Kina, hvortil tyngdepunktet for dets virke lidt efter lidt overflyttedes. Selv, da England i 1784 nedsatte sin told på te, formåede kompagniet endnu en tid lang at gøre gode forretninger: i de 22 år 1785—1806 uddelte det nemlig gennemsnitlig årlig 40 %. Aktiernes kurs var meget vekslende og i det hele stærkt nedadgående: mens der 1781 blev betalt 2000 à 1900rigsdaler for pålydende 500, var værdien 1792 nede i 470 à 410 rigsdaler. Auktionerne indbragte 1785—1791 tilsammen ca. 30,47 mio., 1797—1799 ca. 15,63 mio. og 1800—1806 ca. 26,4 mio. rigsdaler. Af de hjemførte varer 1797—1806 var for 9 mio. rigsdaler af kinesisk og for 33 mio. rigsdaler af ostindisk Oprindelse. Tages føringsgodset med, må man i disse år regne denne imports gennemsnitlige værdi til 4¾ mio. rigsdaler.
Krigen med England 1807—1814 tilføjede kompagniet det dræbende slag. Handelen fravristedes Danmark, der her ikke længere kunne konkurrere. Efter krigens ophør udsendtes kun få ekspeditioner, og de lønnede sig ikke. I 1839 blev den asiatiske handel givet fri, i 1843 opløstes kompagniet, og i 1845 overdrog Staten for ca. 1 mio. rigsdaler sine ostindiske besiddelser til det engelske ostindiske kompagni.

## Præsidenter
- 1750-1771: Adam Gottlob Moltke

## Direktion
Denne liste er ufuldstændig; hjælp gerne med at udfylde den.
- 1730-1739: Gregorius Klauman
- 1736-1746: Michael Fabritius
- 1739-1752: Olfert Fas Fischer
- 1743-1752: Joost van Hemert
- 1745-1754: Peter van Hurk
- 1769-1772: Gysbert Behagen
- 1770-1775: John Brown
- 1772-1775: Niels Ryberg
- 1772-1784: Conrad Alexander Fabritius de Tengnagel
- 1773-1775: Peder Hoppe
- 1776-1783: Peter van Hemert
- 1779-1784: Niels Ryberg (igen)
- 1779-1785: John Brown (igen)
- 1783-1792: Erich Erichsen
- 1792-1811: Carsten Anker, 1. direktør
- 1812-1819: Christian Klingberg, justitsdirektør
- 1816-1823: Conrad Hauser
- 1819-1843: Friederich Christian Schäffer, justitsdirektør
- 1837-1843: William Frederik Duntzfelt, handelskyndig direktør

## Skibsflåde
1. Kongen af Danmark (bygget 1735)[1]
2. Dronningen af Danmark (bygget 1738)[1]
3. Prinsesse Lowisa (købt 1738)[1]
4. Prinsesse Charlotte Amalie (købt 1738)[1]
5. Cronprins (bygget 1740)[1]
6. Christiansborg Slot (bygget 1742)[1]
7. Trankebar (købt 1744)[2]
8. Dokkwen (købt 1742)[2]
9. Lowisa (købt 1744)[2]
10. Fyen (købt 1745, oprindelig linieskib)[2]
11. Kronprinsessen af Danmark (bygget 1745)[2]
12. Kongen af Danmark (bygget 1745)[3]
13. Elephanten (købt 1746, fra Rotterdam)[3]
14. Kronprinsen af Danmark (bygget 1746)[3]
15. Dronningen af Danmark (bygget 1747) - omdøbt Dronning Sophie Magdalene i 1752[3]
16. Prinsesse Wilhelmine Caroline (bygget 1750)[4]
17. Dronning Juliane Marie (bygget 1752)[5]
18. Kongen af Danmark (bygget 1755)[5]
19. Dronning Sophie Magdalene (bygget 1761-62)[6]
20. Fredensborg Slot (bygget 1764-65)[6]
21. Rigernes Ønske (bygget 1766)[7]
22. Kongen af Danmark (bygget 1768-69)[7]
23. Bombardergalliot "Den Gloende" (bygget 1771)
24. Prins Frederik (bygget 1772)
25. Trankebar (bygget 1773)
26. Dronning Juliane Marie (bygget 1775)
27. Kronprinsen af Danmark (bygget 1778)
28. Prinsesse Sophia Frederica (bygget 1779)
29. Dronning Juliane Marie (bygget 1780)
30. Prinsesse Charlotte Amalie (bygget 1781)
31. Nicobar (bygget o. 1781)
32. Danmark (bygget 1782-83)
33. Prinsesse Lowisa Magdalena (bygget o. 1782)
34. Nicobar (byggeår ukendt)
35. Mars (bygget 1784)
36. Dannebrog (ombygget 1786)
37. Kongen af Danmark (bygget 1788)
38. Prinsen af Augustenborg (bygget 1789)
39. Norge (ombygget 1797-98)
40. Arveprinsen af Augustenborg (hovedrepareret 1805)
41. Kanonchalup (bygget 1808)
42. Kanonchalup (bygget 1808)
43. Kanonchalup (bygget 1808)
44. Kanonchalup (bygget 1808)